# Chlumetia picticolor
Chlumetia picticolor är en fjärilsart som beskrevs av George Francis Hampson 1896. Chlumetia picticolor ingår i släktet Chlumetia och familjen nattflyn. Inga underarter finns listade i Catalogue of Life.